# Xã Willowdale, Quận Holt, Nebraska
Xã Willowdale (tiếng Anh: Willowdale Township) là một xã thuộc quận Holt, tiểu bang Nebraska, Hoa Kỳ. Năm 2010, dân số của xã này là 53 người.